# تقویت‌کننده عملیاتی با بازخورد جریان

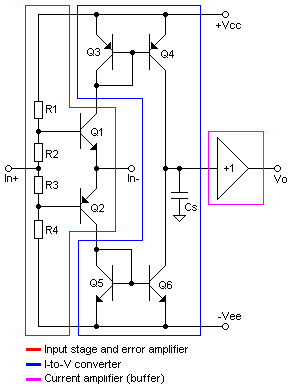
شماتیک نمایشی از یک آمپ یا تقویت‌کننده با بازخورد جریان.

تقویت‌کننده عملیاتی با بازخورد جریان (سی‌اف‌اوای یا سی‌اف‌ای) نوعی تقویت‌کننده الکترونیکی است که ورودی معکوس‌کننده آن حساس به جریان به جای ولتاژ مانند یک تقویت‌کننده عملیاتی با بازخورد ولتاژ (وی‌اف‌ای) متداول است. سی‌اف‌ای توسط دیوید نلسون در شرکت کاملینیر اختراع شد و اولین بار در سال ۱۹۸۲ به عنوان تقویت‌کننده هیبریدی، سی‌ای‌سی۱۰۳ به فروش رسید. حق ثبت اختراع اولیه سی‌اف‌ای U.S. Patent ۴٬۵۰۲٬۰۲۰، دیوید نلسون و کنت سالر است (که در سال ۱۹۸۳ ثبت شد). سی‌اف‌ای‌های مدار مجتمع‌شده در سال ۱۹۸۷ توسط کاملینیر و اِلانتک (طراح بیل گروس) معرفی شد. آن‌ها معمولاً با آرایشهای مشابه پایه‌های وی‌اف‌ای تولید می‌شوند و اجازه می‌دهند تا وقتی که طرح مدار اجازه می‌دهد این دو نوع بدون سیم کشی دوباره تعویض شوند. در پیکربندی‌های ساده، مانند تقویت‌کننده‌های خطی، می‌توان از سی‌اف‌ای به جای وی‌اف‌ای بدون تغییر مدار استفاده کرد، اما در موارد دیگر مانند انتگرال‌گیرها، طراحی مدار دیگر لازم است. پیکربندی کلاسیک تقویت‌کننده تفاضلی چهار مقاومت نیز با سی‌اف‌ای کار می‌کند، اما نرخ حذف حالت مشترک ضعیف تر از یک وی‌اف‌ای است.

## مقایسه وی‌اف‌ای و سی‌اف‌ای
جبران داخلی پهنای‌باند وی‌اف‌ای متأثر با یک خازن جبران قطب غالب داخلی است، و در نتیجه یک محدودیت بهره/پهنای‌باند ثابت دارد. سی‌اف‌ای‌ها همچنین دارای یک خازن جبران قطب غالب است، اما به دلیل استفاده از بازخورد جریان به جای بازخورد ولتاژ، پاسخ حلقه باز حاصل متفاوت است. پایداری وی‌اف‌ای به نسبت بهره حلقه باز به بهره بازخورد بستگی دارد. پایداری سی‌اف‌ای به نسبت امپدانس‌انتقالی حلقه باز به مقاومت بازخورد بستگی دارد. وی‌اف‌ای‌ها وابستگی به بهره/پهنای‌باند دارند. سی‌اف‌ای‌ها وابستگی (امپدانس‌انتقالی/مقاومت بازخورد) دارند.
در وی‌اف‌ای، عملکرد پویا با ضریب پهنای‌باند بهره و نرخ چرخش محدود می‌شود. سی‌اف‌ای‌ها از یک شکل ساختاری مدار استفاده می‌کنند که بر عملکرد مود-جریان تأکید دارد، که ذاتاً بسیار سریع‌تر از عملکرد مود-ولتاژ است زیرا کمتر در معرض تأثیر ظرفیت خازنی هرز گره است. هنگامی که با استفاده از فرایندهای دو قطبی مکمل با سرعت بالا ساخته می‌شود، سی‌اف‌ای‌ها می‌توانند مرتبه‌هایی با اندازه سریع‌تر از وی‌اف‌ای‌ها داشته باشند. این عمدتاً به دلیل جبران پایداری بیشتر وی‌اف‌ای‌ها در بهره واحد است. وی‌اف‌ای‌های جبران‌شده می‌توانند به همان سرعتی سی‌اف‌ای باشند. با سی‌اف‌ای‌ها، بهره تقویت‌کننده ممکن است به‌طور مستقل از پهنای‌باند کنترل شود. این مزایای عمده سی‌اف‌ای‌ها را نسبت به شکل ساختاری‌های متداول وی‌اف‌ای تشکیل می‌دهد.
از معایب سی‌اف‌ای‌ها می‌توان به ولتاژ آفست و مشخصات جریان بایاس ورودی ضعیف‌تر اشاره کرد. بعلاوه، بهره حلقه دی‌سی به‌طور کلی در حدود سه رقم اعشار مرتبه بزرگی کوچک‌تر است. سی‌اف‌ای نویز جریان ورودی وارون بسیار بیشتری دارد. برای دستیابی به حداکثر عملکرد، مدارهای سی‌اف‌ای باید از مقدار مشخصی از مقاومت بازخورد استفاده کنند. مقدار کمتری از مقاومت بازخورد می‌تواند تقویت‌کننده را نوسانی سازد. مدارهای سی‌اف‌ای هرگز نباید دارای خازن مستقیم بین خروجی و پایه ورودی وارون باشند زیرا این امر اغلب منجر به نوسان می‌شود. سی‌اف‌ای به‌طور ایده‌آل برای کاربردهای با سرعت بسیار بالا و دقت مورد نیاز مناسب است.
توسعه وی‌اف‌ای‌های سریع‌تر در حال انجام است، و وی‌اف‌ای‌ها با ضریب بهره-پهنای‌باند در محدوده یواچ‌اف پایین در زمان نوشتن این مقاله در دسترس است. با این حال، سی‌اف‌ای‌ها با ضریب بهره-پهنای‌باند بیش از یک اکتاو بالاتر از مشابه وی‌اف‌ای در دسترس هستند و همچنین می‌توانند به عنوان تقویت‌کننده بسیار نزدیک به ضریب بهره-پهنای‌باند خود کار کنند.